# Helena Westermarck
Helena Westermarck (Helsinki, 20 de novembro de 1857 – Helsinki, 5 de abril de 1938) foi uma pintora e escritora finlandesa, pertencente a uma minoria falante de sueco.
Helena foi parte da primeira geração de pintoras finlandesas a receber ensino profissional na arte. Neste grupo também estão incluídas Helene Schjerfbeck (1862–1946), Elin Danielson-Gambogi (1861-1919) e Maria Wiik (1853-1928). É também conhecida por suas pioneiras biografias sobre mulheres.

## Biografia
Westermarck nasceu na capital finlandesa, em 1857. Era filha de Filha de Nils Christian Westermarck e Constance Gustafva Blomqvist. Foi uma das primeiras mulheres finlandesas a obter ensino formal em artes, tendo estudado na Sociedade Artística da Finlândia, além de ter aulas particulares com Adolf von Becker. Em seus estudos, conheceu Helene Schjerfbeck, de quem foi amiga por muitos anos. As duas faziam parte de um grupo de artistas mulheres chamadas de "irmãs pintoras", que incluíam Maria Wiik e Elin Danielson-Gambogi.
Por longos períodos trabalhou na França, em geral na companhia da amiga Schjerfbeck, onde desenvolveu uma sensibilidade para o realismo, em especial em retratos e composições. Na Exposição Universal de 1889, recebeu uma menção honrosa por seu quadro Strykerskor. Porém, em 1884, Helena contraiu tuberculose e abandonou a pintura para se dedicar à escrita como crítica literária e artística.
Helena teve uma prolífica carreira como escritora, onde escreveu livros sobre a vida cotidiana das mulheres, tanto de classes altas quanto baixas.
Westermarck também contribuiu de maneira significativa como pesquisadora por meio de seus trabalhos culturais e históricos. Em sua pesquisa, ela trabalhou ao lado de seu irmão, Edvard Westermarck, na Biblioteca Britânica.
Começou a escrever seus trabalhos biográficos pioneiros no início da década de 1890. Essas obras incluem uma série de biografias de figuras femininas. Muitas de suas biografias são sobre pintoras desconhecidas que foram "descobertas" na década de 1980, como Mathilda Rotkirch (1926). Ela também escreveu sobre mulheres que foram pioneiras em seus respectivos campos, incluindo Elisabeth Blomqvist (1916-17), Adelaide Ehrnrooth (1928) e Rosina Heikel (1930). Sua própria biografia foi publicada em 1941, postumamente.

## Morte
Helena morreu em 5 de abril de 1938, em Helsinki, aos 80 anos. Ela foi sepultada no Cemitério de Hietaniemi, na capital finlandesa.

## Galeria

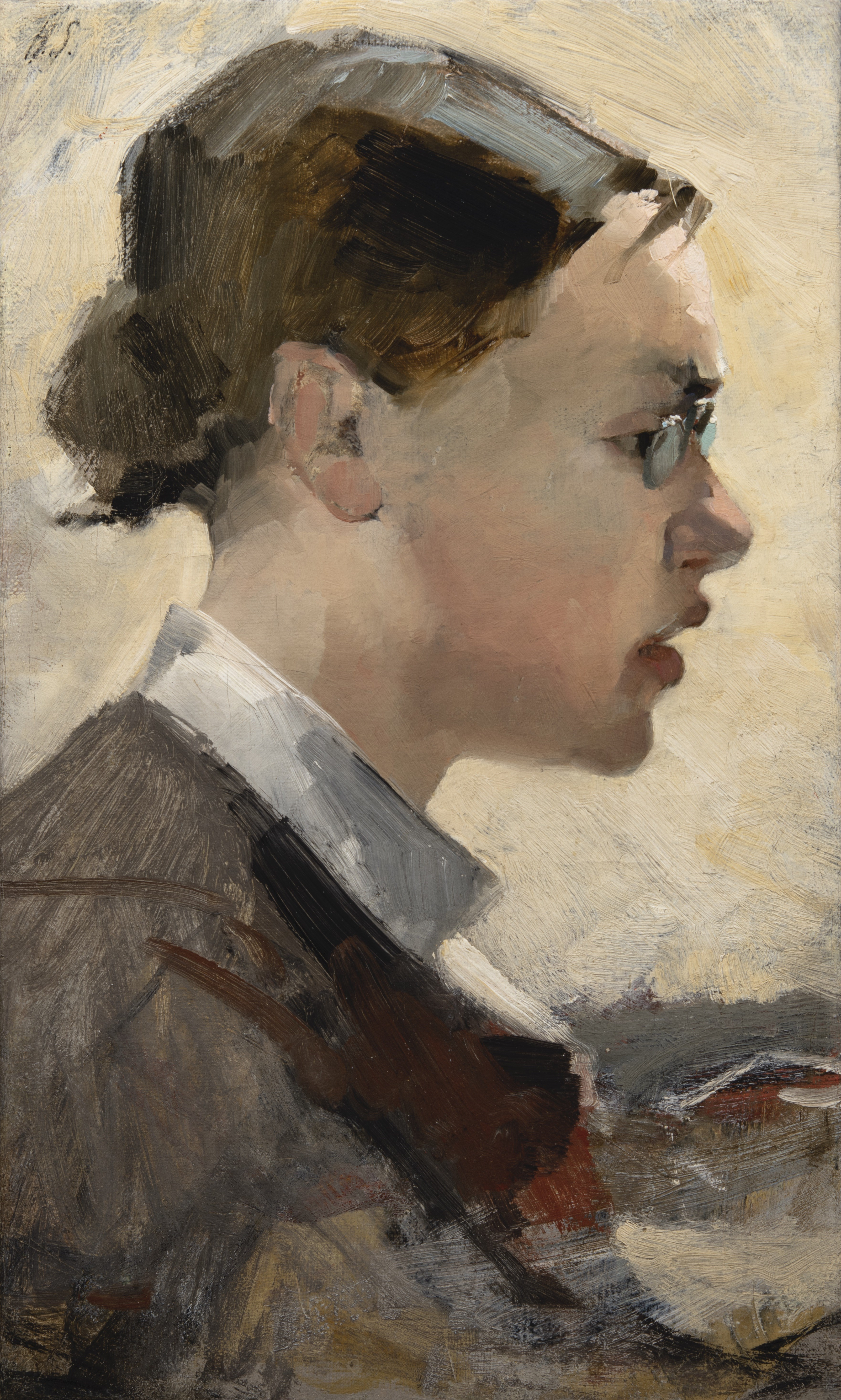
Retrato de Helena Westermarck, 1884
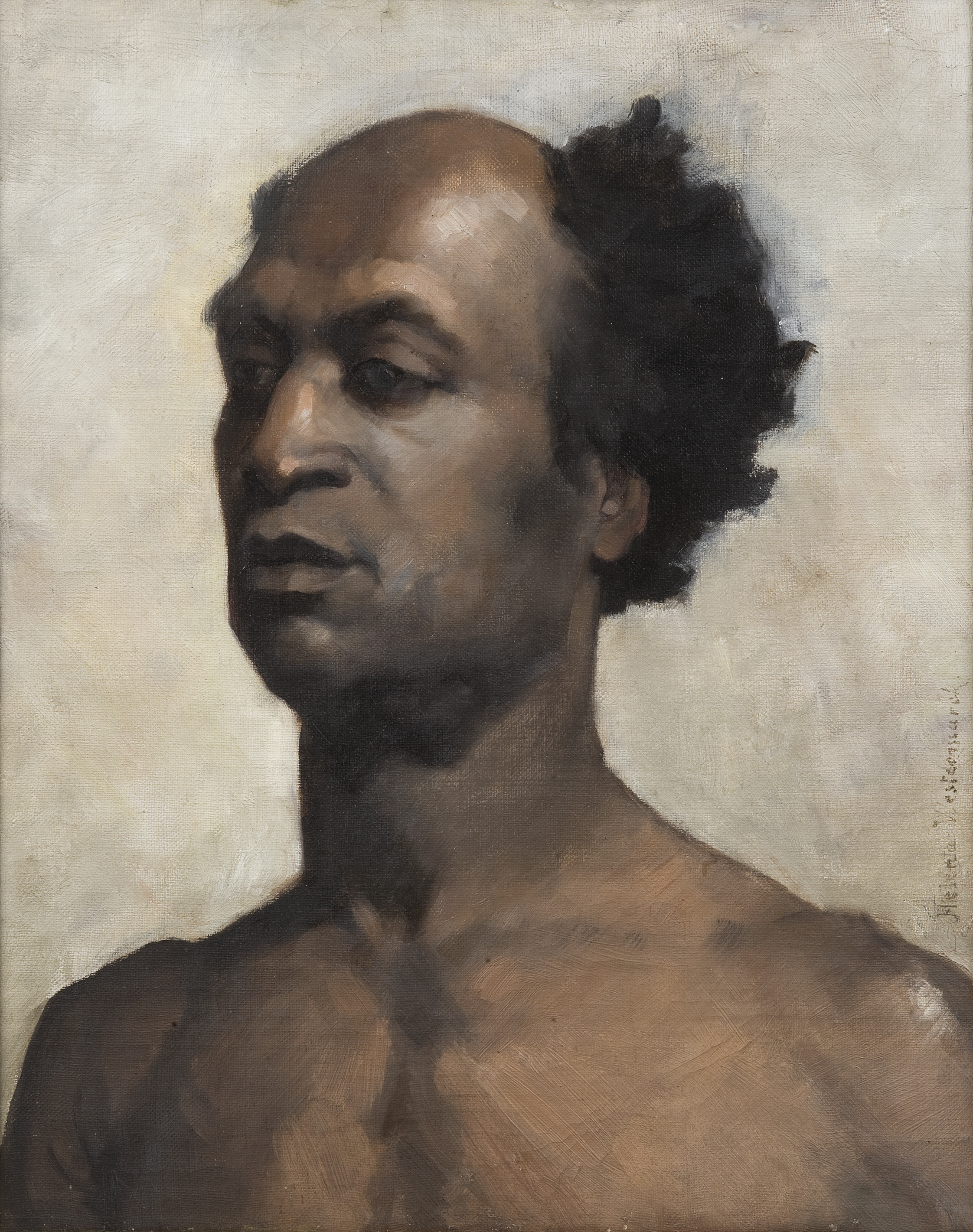
File:Abessinier, 1880
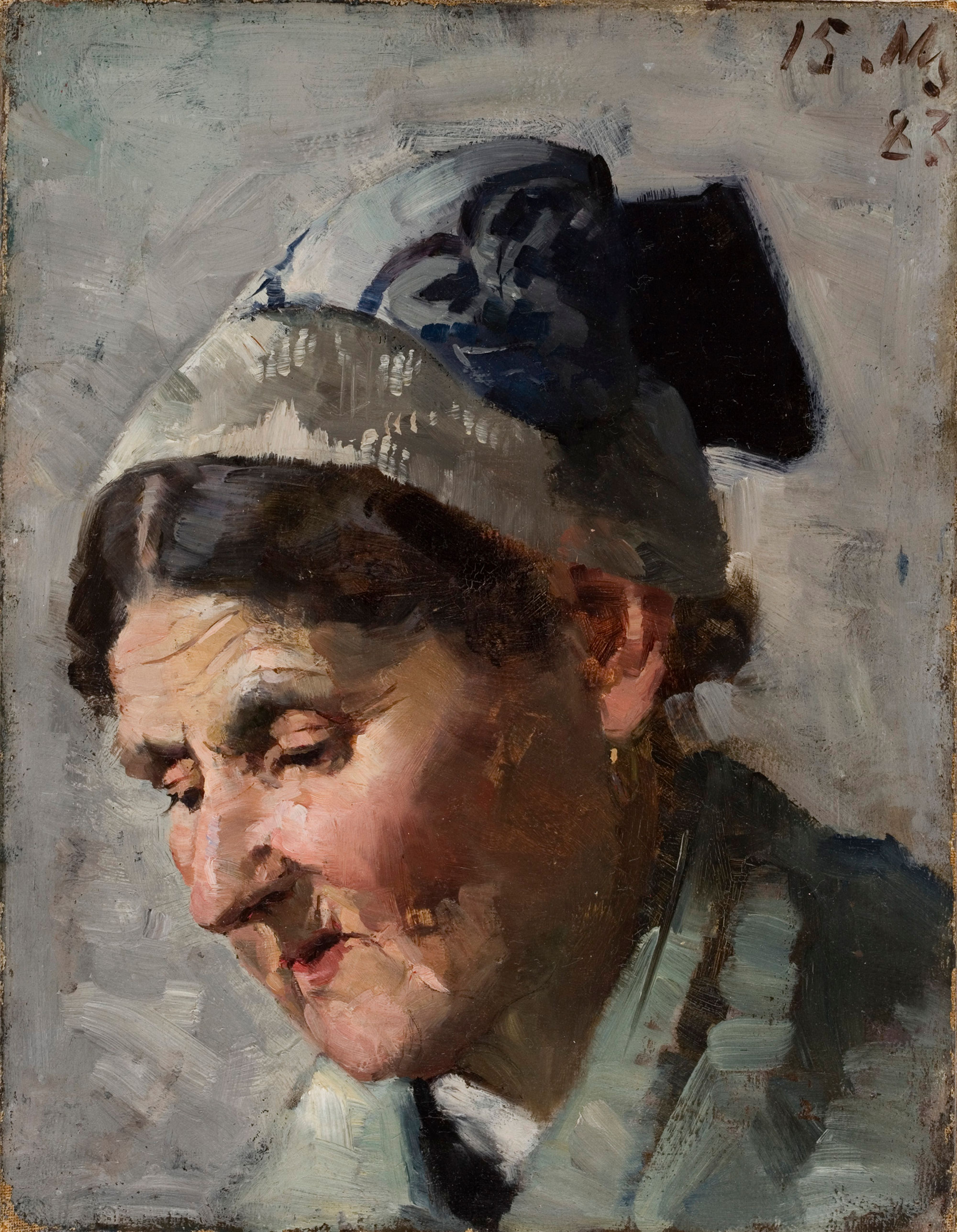
Vanha nainen, 1883
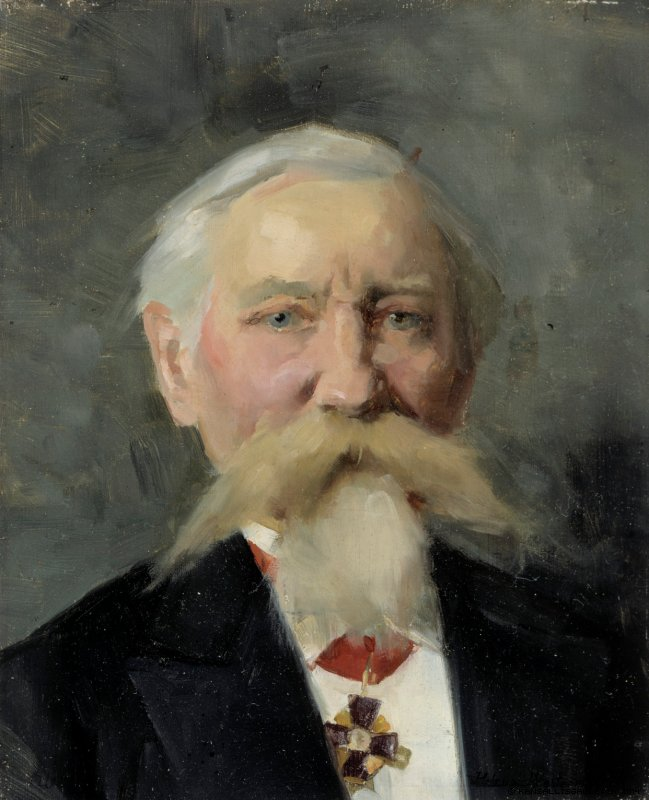
General Albert Westermarck, c. 1880
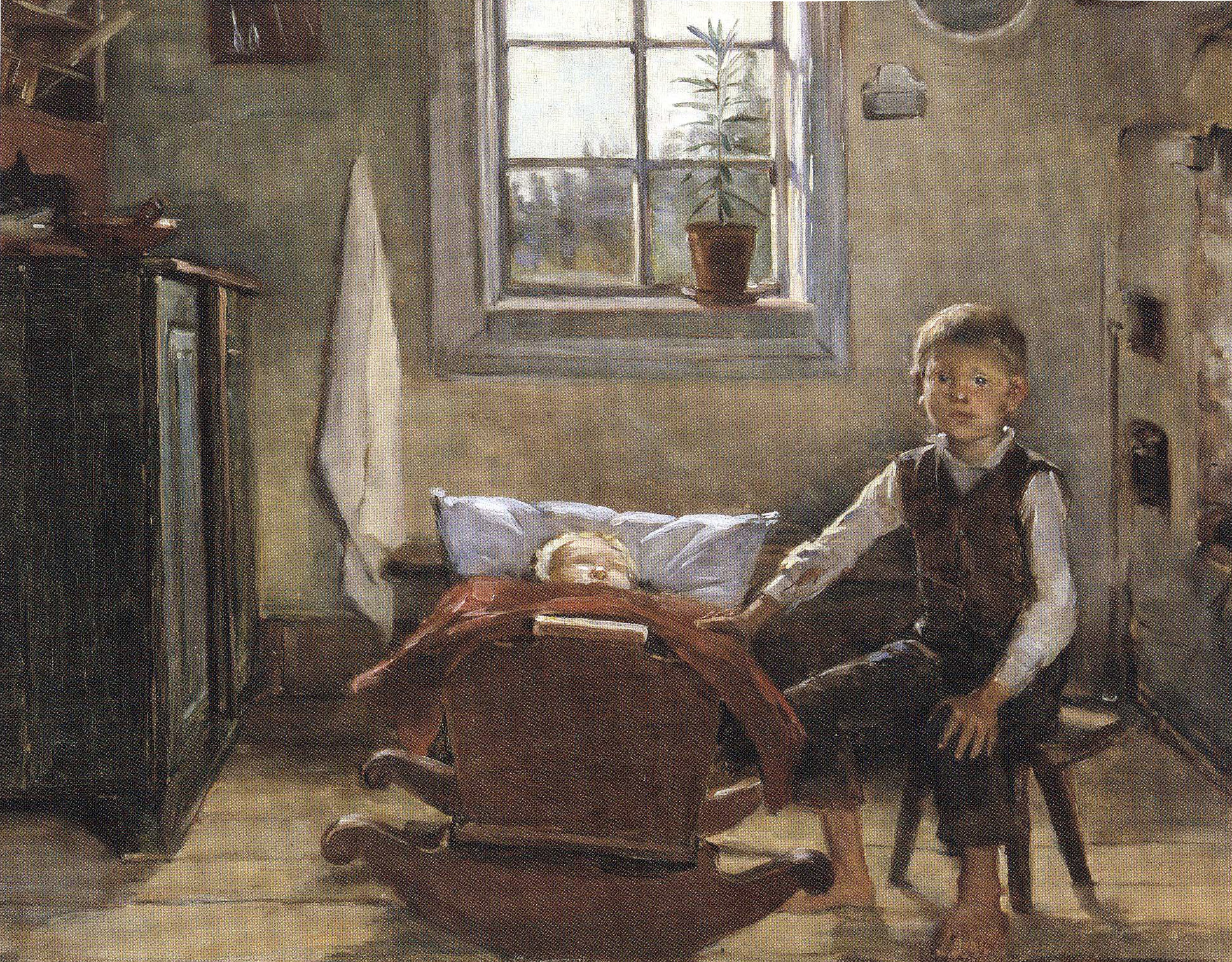
Children in a Cottage, 1892
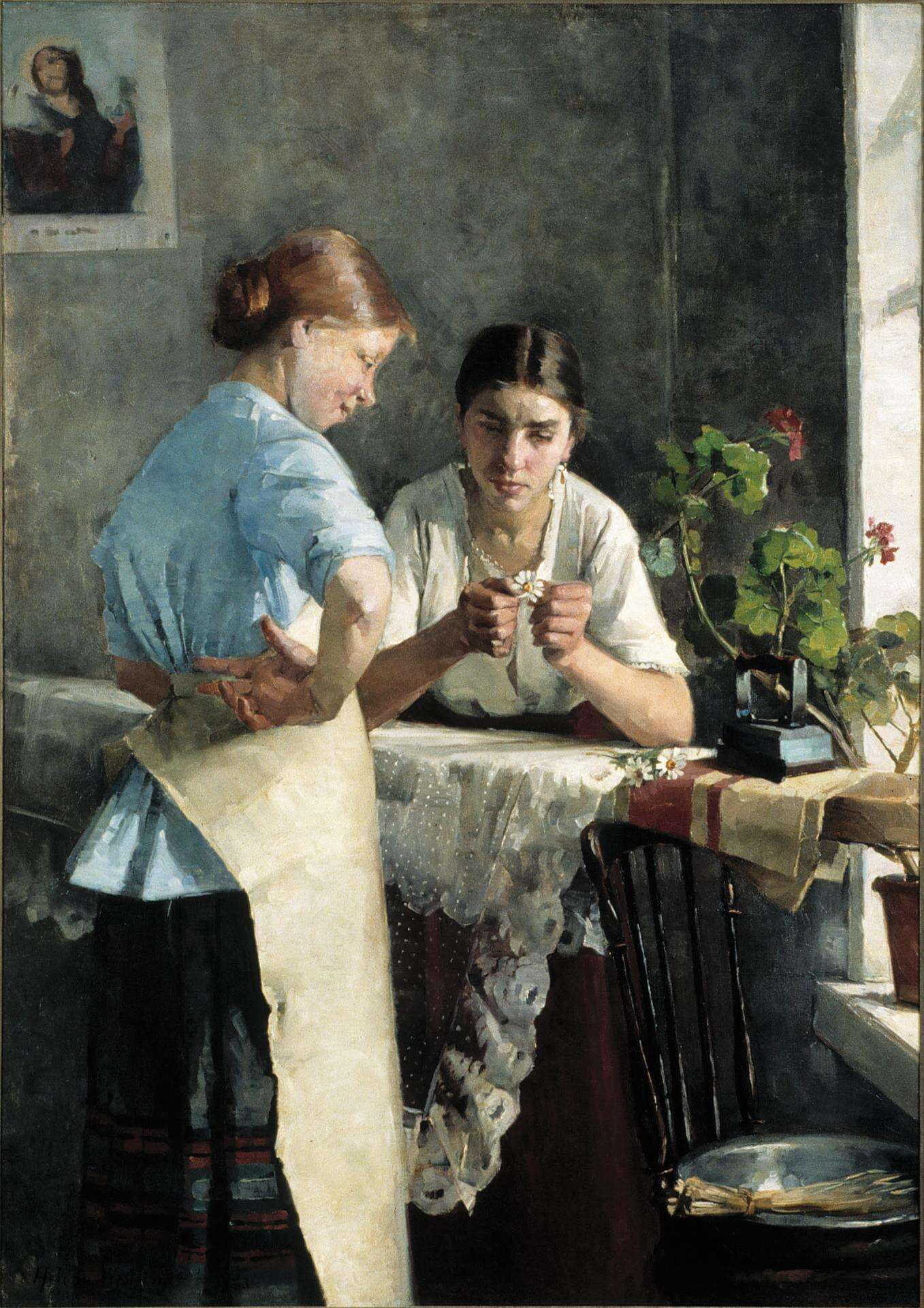
Ironesses; An Important Question, 1883